# Permpol Choey-Aroon
Permpol Choey-Aroon (en thaï : เพิ่มพล เชยอรุณ / Permpol Choei-arun), né le 9 janvier 1944 et mort le 20 décembre 1991, est un réalisateur thaïlandais.
Permpol est un des réalisateurs du renouveau du cinéma thaïlandais des années 70 et 80 (avec Euthana Mukdasanit, Manop Udomdej, Chatrichalerm Yukol et quelques autres).

## Biographie
Permpol Choey-Aroon suit un parcours scolaire tout à fait ordinaire. En 1962, à l'âge de 18 ans, il part étudier le dessin publicitaire et le design en Australie, s'intéresse au cinéma et fait des essais de courts-métrage.
Il retourne ensuite en Thaïlande et travaille pour le tourisme et l'hôtellerie puis il réalise des films publicitaires.
En 1975, il se lance dans le cinéma. Il met deux ans à réaliser son premier long métrage Saloperie de vie (Damn Life / Damned Life / ชีวิตบัดซบ / Chiwit Batsop) (1977) avec la coopération d'Euthana Mukdasanit ; et Sorapong Chatree comme acteur principal. Il aborde sans détours les problèmes sociaux de la Thaïlande et obtient un réel succès populaire dans les salles de cinéma.
Ce film est salué comme une œuvre importante : « Bien des espoirs du cinéma thaïlandais de l'époque ont commencé dans cette voie (en traitant des problèmes sociaux), quitte à s'en démarquer plus tard. Outre Euthana (Mukdasanit), déjà cité, il faudrait évoquer les noms de Permpol Cheyaroon - Chiwit batsop (Saloperie de vie, 1977) - ou encore de Manop Udomdej - Prachachon nok (En marge de la société, 1981)... » par Gérard Fouquet dans la revue Aséanie, no 12, 2003, p. 153 consultable en ligne sur le site public Persée).
Il tourne ensuite, entre autres, Les bambous rouges (1979) d'après le roman de M.R. Kukrit Pramoj et les comédies ayant pour personnage principal un vénérable bonze Luang Taa (sélectionnée au festival de Berlin en 1981), Luang Taa 2 et Luang Taa 3.

## Filmographie
- 1977 : Saloperie de vie (ชีวิตบัดซบ / Chiwit Batsop / Chiwit Budsob / The Hell Life[7])
- 1978 : A Town in Fog (เมืองในหมอก)[8]
- 1978 : เมืองขอทาน ขี้กลากคอนกรีต
- 1979 : Human Instinct (สัญชาติญาณโหด)[9]
- 1979 : Les bambous rouges[10],[11] (red bamboo[12] / ไผ่แดง[13])[14],[15]
- 1980 : Luang Taa (The old monk 1 / หลวงตา)[16]
- 1981 : ระย้า / Raya[17]
- 1982 : Luang Taa 2 (The old monk 2 / หลวงตา ภาค 2)[18]
- 1983 : สงครามปาก
- 1984 : คนขวางโลก / Kon Kwang Rok[19]
- 1985 : หลวงตาน้อย ธุดงค์ชายแดน
- 1985 : ผัวเชลย
- 1985 : พยาบาลที่รัก
- 1987 : เธอร้องไห้เมื่อคืนนี้
- 1989 : The Judgement คำพิพากษา
- 1990 : หยุดตัณหาซาดิสต์
- 1990 : กระสือซิ่ง
- 1991 : Luang Taa 3 (หลวงตา ภาค 3)